# Dompierre, Vosges
Dompierre là một xã, nằm ở tỉnh Vosges trong vùng Grand Est thuộc Cộng đồng các xã l'Arentèle-Durbion-Padozel. Dompiere có diện tích 8,88 km2, dân số năm 1999 là 255 người.
Dân địa phương tiếng Pháp gọi là Matous.

## Biến động dân số
| Năm | 1962 | 1968 | 1975 | 1982 | 1990 | 1999 |
| --- | ---- | ---- | ---- | ---- | ---- | ---- |
| Dân số | 181  | 171  | 140  | 198  | 225  | 255  |
| From the year 1962 on: No double counting—residents of multiple communes (e.g. students and military personnel) are counted only once. |      |      |      |      |      |      |